# کولت (فیلم ۲۰۱۸)
کولت (انگلیسی: Colette) فیلمی در ژانر درام و زندگی‌نامه‌ای به کارگردانی واش وستمورلند و نویسندگی وستمورلند، ربه‌کا لنکوویچ و ریچارد گلتزر است که در سال ۲۰۱۸ منتشر شد. از بازیگران آن می‌توان به کیرا نایتلی، دومینیک وست، فیونا شو، رابرت پیو، و النور تاملینسون اشاره کرد.
داستان این فیلم درباره زندگی کولت، رمان‌نویس فرانسوی است.